# Kommunalt alternativ
Kommunalt alternativ (KAL) var ett kommunalt allmänborgerligt politiskt parti i Tjörns kommun. Partiet var representerat i kommunfullmäktige med 1988–2014.

## Historik
Partiet bildades 1988 som en utbrytning ur Moderata samlingspartiet. När moderaterna på Tjörn inte kunde enas om listor inför valet skickade en grupp moderater ut egna listor under beteckningen Kommunalt alternativ. Bland utbrytarna fanns riksdagsledamoten Siri Häggmark. Ett uteslutningsärende inleddes, men det löste sig genom att utbrytarna självmant lämnade moderaterna året därpå. I valet 1988 fick partiet två platser i kommunfullmäktige, vilket minskade till ett mandat 1991.
Inför valet 1994 rekryterade man den tidigare moderaten Bengt Johansson som förstanamn. I valet 1994 tog man ett mandat, som innehades av Erik Olsson.
I valet 1998 tog partiet tre mandat. Erik Olsson hade valt att inte kandidera inför valet 1998 och partiets ledande politiker blev istället Bo Bertelsen. Efter valet fick kommunen borgerligt styre, bestående av de fyra borgerliga rikspartierna, KAL och Samhällets bästa. KAL hoppade av samarbetet mot slutet av 1999.
Inför valet 2002 värvade man Tage Nilsson som då satt i kommunfullmäktige för Folkpartiet. I det valet tog man fem mandat men deltog inte i den styrande majoriteten.
Mot slutet av 2008 fördes öppna diskussioner med Moderaterna om ett samgående. Det slutade med att partiet splittrades i en del som fortsatte som eget parti och en annan del valde att gå med i Moderaterna. Bland de som lämnade partiet fanns partiets gruppledare Bo Bertelsen, som kandiderade för Moderaterna året därpå.
I valet 2010 fick partiet två mandat och var på väg att fortsätta det borgerliga samarbetet från föregående mandatperiod. Partiet valde dock att lämna samarbetet, vilket slutade med en intern konflikt inom KAL som gjorde att en kommunfullmäktigeledamot och de två suppleanterna lämnade partiet.
I början av år 2014 valde partiets kvarvarande ledamot Lars Karlsson att gå med i Moderaterna. KAL ställde därefter inte upp i det årets val.